# 모코토역
모코토역(일본어: 藻琴駅 もことえき[*])은 일본 홋카이도 아바시리시에 위치한 홋카이도 여객철도 센모 본선의 철도역이다. 역 번호는 B77이며, 단선 승강장 1면 1선의 구조를 갖춘 지상역이다.

## 역 주변
- 국도 제244호선
- 모코토 호

## 역사
- 1924년 11월 15일 : 일본국유철도의 역으로서 개업. 일반역.
- 1935년 10월 11일 : 구 히가시모코토 촌까지의 식민 궤도가 개통.
- 1961년 10월 5일 : 히가시모코토 촌영 궤도의 모코토 - 히가시모코토 간 폐지.
- 1982년 9월 10일 : 화물 취급 폐지.
- 1984년 2월 1일 : 소화물 취급 폐지.
- 1986년 11월 1일 : 교환 설비를 폐지해 폐색 취급, 역무원 배치를 종료. 간이 위탁화.
- 1987년 4월 1일 : 일본국유철도 분할 민영화에 의해, 홋카이도 여객철도가 승계.
- 1992년 4월 1일 : 간이 위탁 폐지, 완전 무인화.

## 인접 역
| 홋카이도 여객철도 센모 본선 | 홋카이도 여객철도 센모 본선 | 홋카이도 여객철도 센모 본선     |
| --------------------------- | --------------------------- | ------------------------------- |
| B 78 마스우라 아바시리 방면 | ■ 센모 본선                 | 기타하마 B 76 히가시쿠시로 방면 |